# Cathy’s Clown
«Cathy’s Clown» («Катин клоун») — песня группы Everly Brothers («Братья Эверли»). Написали её братья тоже сами.

## История
Песня «Cathy’s Clown» была первым синглом, что Everly Brothers издали на лейбле Warner Bros. Records — до этого они три года они записывались на принадлежащем Арчи Блейеру лейбле Cadence Records.
Сингл с этой песней продался в мире в 8 миллионах экземпляров. В США песня 8 недель была на 1-м месте чарта Billboard Hot 100 и 1 неделю на 1-м месте жанрового ритм-н-блюзового чарта того же журнала.
В Великобритании в мае-июне 1960 года сингл провёл 7 недель на 1-м месте национального синглового чарта (UK Singles Chart). Это был рекордсмен по продажам среди всех синглов в карьере Everly Brothers и их последний сингл номер 1 в США. Согласно ежегодно публиковавшему итоговый годовой чарт американскому журналу Billboard, песня «Cathy’s Clown» была 3-й по популярности песней всего 1960 года.

## Премии и признание
В 2004 году журнал Rolling Stone поместил песню «Cathy’s Clown» в исполнении группы Everly Brothers на 149 место своего списка «500 величайших песен всех времён». В списке 2011 года песня находится на 150 месте.